# Las Lomas (Azua)
Las Lomas es un distrito del municipio de Azua, que está situado en la provincia de Azua de la República Dominicana.

## Secciones municipales
Está formado por las secciones municipales de:
| Nombre                  | Código     |
| ----------------------- | ---------- |
| Las Lomas (Zona Urbana) | 0502010901 |
| La Cabuyita             | 0502010902 |

Es una provincia del sur del país, tiene un río muy hermoso.